# 黑光劇
黑光劇（英語：Black Light Theater），是捷克現代戲劇的一種。黑光劇的舞台布景是全黑的，台前只以兩盞燈光照明，演出時演員身著塗有螢光的黑衣，手持塗有螢光的道具，通過人體動作來起到視覺效果。